# Утуров, Жамангул Утурович
Жамангул Утурович Утуров (кирг. Үтүров Жаманкул Үтүрович; 2 января 1927 — 12 июля 1991) — киргизский, советский педагог. Народный учитель СССР (1980).

## Биография
Жамангул Утуров родился 2 января 1927 года в селе Комсомольское (ныне село Кытай Джети-Огузского района Иссык-Кульской области Кыргызстана).
В 1946 году окончил с отличием физико-математический факультет Пржевальского учительского института (ныне Иссык-Кульский государственный университет имени Касыма Тыныстанова). В том же году начал работу в данном учебном заведении в качестве учителя физики и математики. С целью дальнейшего углубления своих знаний поступил на факультет математики Ошского педагогического института (ныне Ошский государственный университет), который окончил в 1966 году.
Работал учителем в Кызыл-Дыйканской средней школе Джети-Огузского района (1946—1947), в средних школах имени М. Горького (1947—1951) и «Коммунизм» (1951—1962), начальником отдела образования (1962—1975), директором школы (1975—1990) в Тонском районе Иссык-Кульской области.
Автор методического сборника «Алтын бешик» (1987), а также ряда объемных журналистских статей по вопросам воспитания и профессиональной ориентации детей, трудового воспитания.
Был делегатом III и V республиканского съезда учителей.
Вышел на заслуженный отдых в 1989 году.
Скоропостижно скончался 9 июля 1991 года в селе Терт-Куль (Тонский район, Иссык-Кульская область, Киргизская ССР).

## Награды и звания
- Заслуженный учитель Кыргызской ССР (1976)
- Народный учитель СССР (1980)
- Орден Ленина
- Орден Трудового Красного Знамени
- Другие многочисленные награды.

## Память
Улица в селе Терт-Куль названа в его честь.